# Reminders Day Award

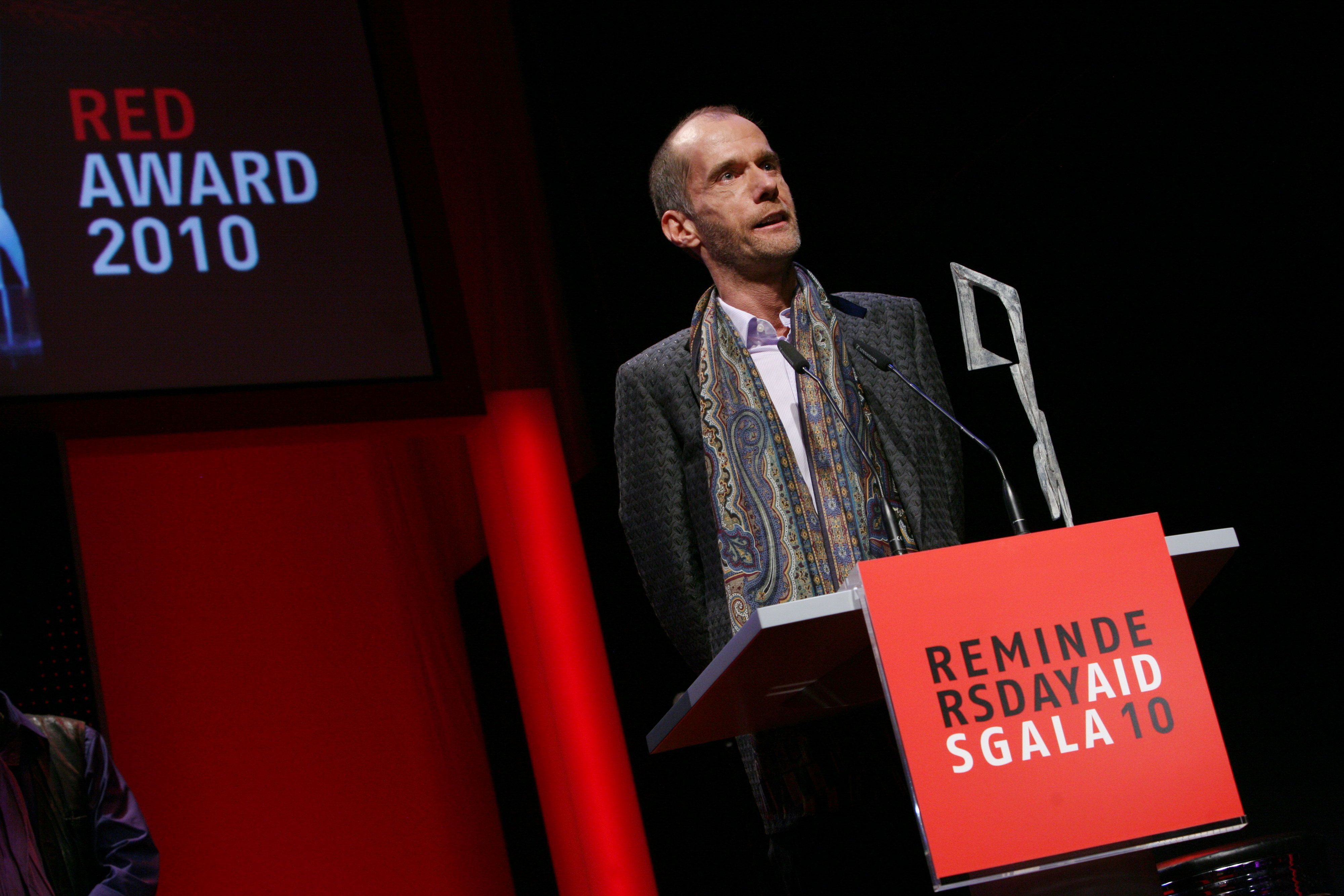
Verleihung des ReD Award 2010

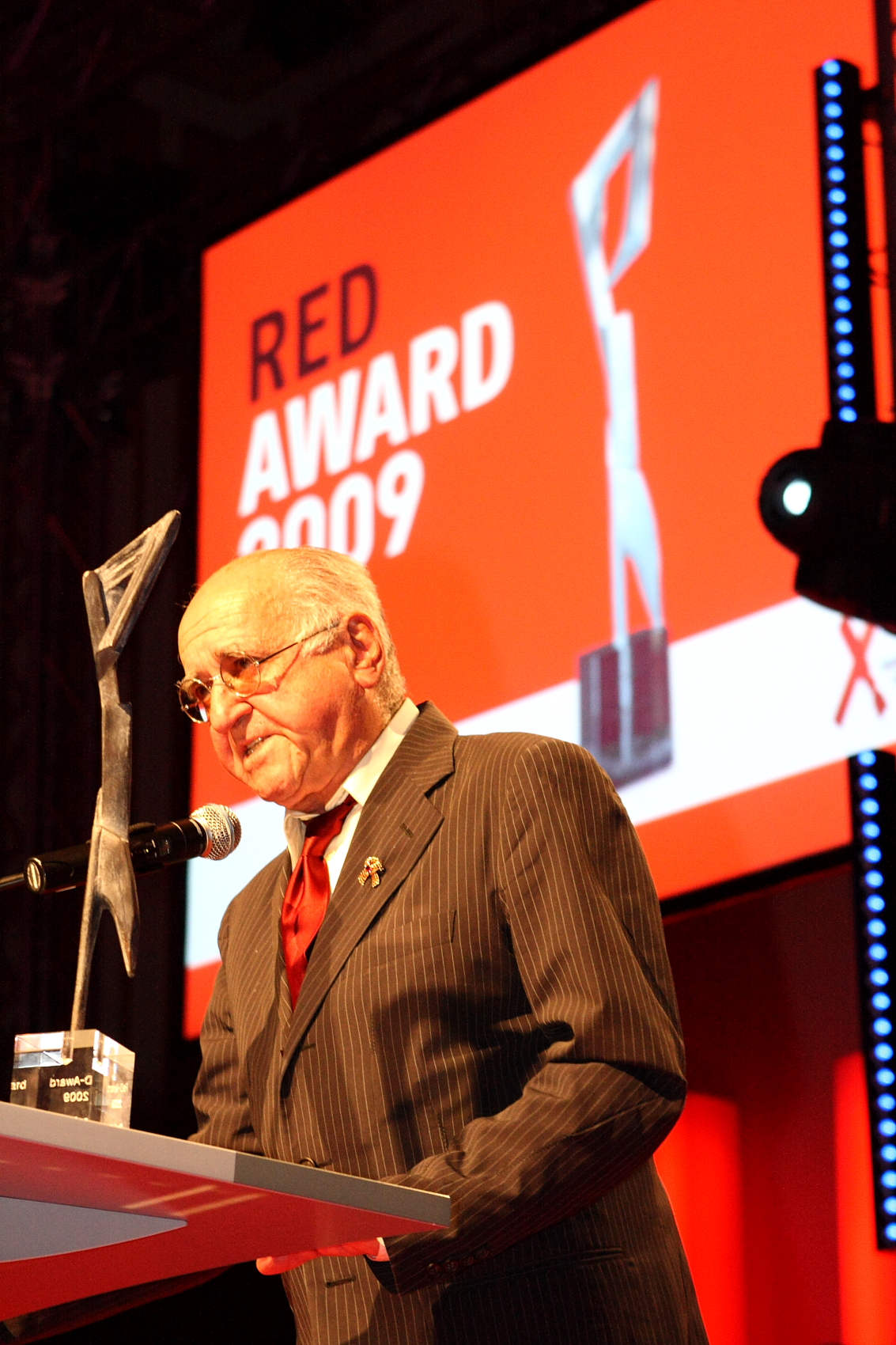
Verleihung des ReD Award 2009

Der ReD-Award (Reminders Day Award) wird seit 2001 jährlich in Berlin vergeben. Er leitet sich von den Namen „Reminders Day“ und der früheren Bezeichnung der festlichen Abendveranstaltung Reminders Day Aids Gala ab. Der Preis ist eine Auszeichnung für außerordentliches Engagement im Rahmen des Kampfes gegen HIV und AIDS. Feierlicher Höhepunkt des Gedenken am „Reminders Day“ ist eine Benefizveranstaltung inklusive der Verleihung des „ReD Award“ für außergewöhnliches Engagement im Kampf gegen HIV und Aids.  Zu besonderen Anlässen wird u. U. auch ein Sonderpreis verliehen. Die Gala steht für eine Veranstaltung mit schillernden Gästen, einem abwechslungsreichen Programm und einer spektakulären Party mit namhaften DJs.
Seit 2012 heißt die große Party „Reminders Night – Beats & Benefit“. Da sich das Krankheitsbild von AIDS und das Leben mit HIV gewandelt haben, wurden auch die gemeinnützige Initiative und das Veranstaltungskonzept einem Relaunch unterworfen. Der Kongress zweitägige AIDS-Kongress „HIV im Dialog“ findet jetzt im zweijährigen Wechsel mit dem internationalen Fachkongress „HIV im Fokus“ statt, Veranstaltungsort bleibt das Rote Rathaus in Berlin, Schirmherr der Regierende Bürgermeister Klaus Wowereit.
Die Initiative hat sich umbenannt in „Update Your Life“ und betont damit den Wandel von Krankheitsbild und Lebensentwürfen bei AIDS/HIV und auch die eigene Weiterentwicklung bei gleichbleibender Verantwortung.
Zur Entstehung: Die Agentur Heymann Schnell hat die sehr erfolgreiche Kampagne „Ich bin ein Täter, ich warte auf Dich“  für die Berliner AIDS-Hilfe unter der Leitung von René Heymann, der auch Gründer und Hauptgesellschafter der Heymann Schnell AG ist, 1999 gestartet. Sie hat damit für 100 % mehr Ehrenamtler und 60 % mehr Spendenaufkommen gesorgt. Dies war der Anlass, dass das Kuratoriumsmitglied der Berliner AIDS-Hilfe: René Heymann eine bundesweite Aktion starten wollte. Seine Agentur kreierte die Idee des Reminders Day und einer Kampagne und holte die Agentur „Bartz plus“ dazu, die den Event der Reminders-Day-Gala ausstatten sollte. Für diese Zusammenarbeit wurden dann über die beiden Agenturen, die Remindersday gGmbH 2001 gegründet. Die gleichberechtigten Gesellschafter mit jeweils 25 % Anteil an der gGmbH waren René Heymann 25 %, Pieter Schnell 25 %, Joachim Bartz 25 % und Bernhard Bartz 25 %. Nach dem Ausscheiden des Minderheitsgesellschafters (10 % Anteile) der Heymann Schnell AG im Jahr 2003, gab René Heymann seine Anteile an die Remindersday gGmbH ab und gestaltete noch den 3. Reminders Day Award mit. Das war seine letzte Arbeit als Initialgründer des Reminders Day Award in 2003. Der Reminders Day fand noch in diesem Format 10 Jahre weiter statt, bevor er 2013 eingestellt wurde, weil es finanziell nicht mehr tragbar war.

## Preisträger
- 2014: Klaus Wowereit
- 2013: Dr. Gero Hütter, Solidaritätspreis für Barbie Breakout / Initiative OPEN YOUR MOUTH!-Stop Homophobia
- 2012: Gery Keszler (Initiator Life Ball, Wien), Koen Block / EATG (European Aids Treatment Group e. V.)
- 2011: Nan Goldin
- 2010: Georg Uecker, Konrad Möckel und Gerhard Paul
- 2009: Alfred Biolek, Anna Beisse-Munemo
- 2008: Dirk Bach, Manfred Lage
- 2007: Rita Süssmuth
- 2006: Gabriele Inaara Begum Aga Khan, Franzisk. Schwestern M. Hannelore & M. Juvenalis
- 2005: Rosenstolz, Krisana Kraisintu
- 2004: Nelson Mandela, Zackie Achmat
- 2003: Wolfgang Joop
- 2002: Judy Winter
- 2001: Irina Pabst

2011 gab es erstmals eine Solidaritätsbekundung: Nadja Benaissa wurde im Rahmen der Reminders-Day-Aids-Gala ein Symbol der Solidarität überreicht.